# 金德 (印第安納州)
金德（英語：Kinder）是位於美國印第安納州約翰遜縣的一個非建制地區。該地的面積和人口皆未知。